# Voivodato de Ciechanów
El voivodato de Ciechanów (en polaco: województwo ciechanowskie) fue una unidad de división administrativa y de gobierno en Polonia entre los años 1975 y 1998. Fue sustituida por el voivodato de Varsovia en 1999. La capital del voivodato era Ciechanów.

## Principales núcleos de población
- Ciechanów (46.600)
- Mlawa (29.800)
- Plonsk (22.700)
- Dzialdowo (20.700)

habitantes en 1995